# Дмитриевская (Шенкурский район)
Дмитриевская — деревня в Шенкурском районе Архангельской области. Входит в состав муниципального образования «Федорогорское».

## География
Деревня расположена в южной части Архангельской области, в таёжной зоне, в пределах северной части Русской равнины, в 10 километрах на юг от города Шенкурска, на левом берегу реки Шеньга, притока Ваги. Ближайшие населённые пункты: на юго-востоке деревня Артюгинская, на востоке, на противоположном берегу реки, деревня Кирилловская.
Часовой пояс
Дмитриевская, как и вся Архангельская область, находится в часовой зоне МСК (московское время). Смещение применяемого времени относительно UTC составляет +3:00.

## Население
| 2002 | 2010 | 2012 |
| ---- | ---- | ---- |
| 20   | ↘15  | →15  |

## История
Указана в «Списке населенных мест Архангельской губернии к 1905 году» как деревня Дмитрiевская (Горка). Насчитывала 7 дворов, 31 мужчину и 21 женщину. В административном отношении деревня входила в состав Федоровского сельского общества Великониколаевской волости Шенкурского уезда Архангельской губернии.
На 1 мая 1922 года в поселении 9 дворов, 21 мужчина и 20 женщин.